# Землетрус у Ланао (1955)
Землетрус у Ланао 1955 року стався в Ланао-дель-Сур 1 квітня о 02:17 за місцевим часом. Землетрус магнітудою 7,4 за шкалою магнітуд на момент і максимальною інтенсивністю VIII (Сильний) за модифікованою шкалою інтенсивності Меркаллі був одним із найсильніших, які вразили Мінданао. Він завдав величезної шкоди навколо озера Ланао та південних територій Вісайських островів. Він убив щонайменше 465 осіб і ще 898 отримали поранення.

## Геологічна обстановка
Обидві провінції Ланао-дель-Сур і Ланао-дель-Норте проходять уздовж двох головних розломів, західного продовження розлому Мінданао (Котабато-Сінданган) і північного сегмента Котабатського жолоба. Два розломи утворилися в результаті зіткнення Філіппінської морської плити та Зондської плити. Між двома розломами лежить Філіппінський мобільний пояс, регіон, який займає більшу частину західних регіонів Філіппін. Він містить численні розломи та активні сейсмічні блоки від південного Лусона до жолоба Котабато. Сам жолоб Котабато спричинив два землетруси в 1918 році M 8.3) і 1976 (M 8.0). Останній значний землетрус, який стався в тому ж районі, що й подія 1955 року, був землетрус магнітудою 6,0 12 квітня 2017 року.

## Землетрус
Землетрус стався на світанку. За даними місцевих сейсмографів, множинні зоряні величини змінюються від 7,4 до 7,6. Йому було присвоєно інтенсивність VIII за шкалою Россі-Фореля. Більшість землетрусів, які відбуваються вздовж жолоба Котабато, демонструють механізм ковзання, який може бути таким, як у землетрусу 1955 року.
Головному поштовху передували численні форшоки, найбільший магнітудою 6,3 стався за 6 годин до того. Спочатку вважалося, що це був подвійний землетрус із головним поштовхом, однак пізніше було підтверджено, що це був форшок. Поштовхи також обрушилися на цей район різної сили.

## Збитки та жертви
Найбільше пошкоджень було зосереджено навколо озера Ланао, точніше міста Мараві. Численні мечеті були пошкоджені або повністю зруйновані. Місцеві будинки та інфраструктура зруйнувалися через сильне прискорення руху землі. Кажуть, що міста на південний захід від озера Ланао були занурені під воду на кілька років через зсув землі на кілька метрів у південному напрямку, що спричинило мініатюрне цунамі, яке назавжди затопило міста. Число загиблих коливалося від 225 до 465 за різними даними, а поранених було нараховано близько тисячі. Президент на момент події Рамон Магсайсай оголосив про введення надзвичайного стану в провінціях Північного Мінданао.